# Вулиця Трінклера
Ву́лиця Трі́нклера — вулиця у Шевченківському районі Харкова, у районі Держпрома. Довжина 1,100 км. Починається від майдану Свободи, перетинається з проспектом Незалежності, вулицями Данилевського і Культури. В неї впирається вулиця Миколи Хвильового. Закінчується на перетині з Динамівською вулицею. Забудована переважно п'ятиповерховими будинками. Названа на честь видатного хірурга, вченого та педагога Миколи Трінклера.

## Історія

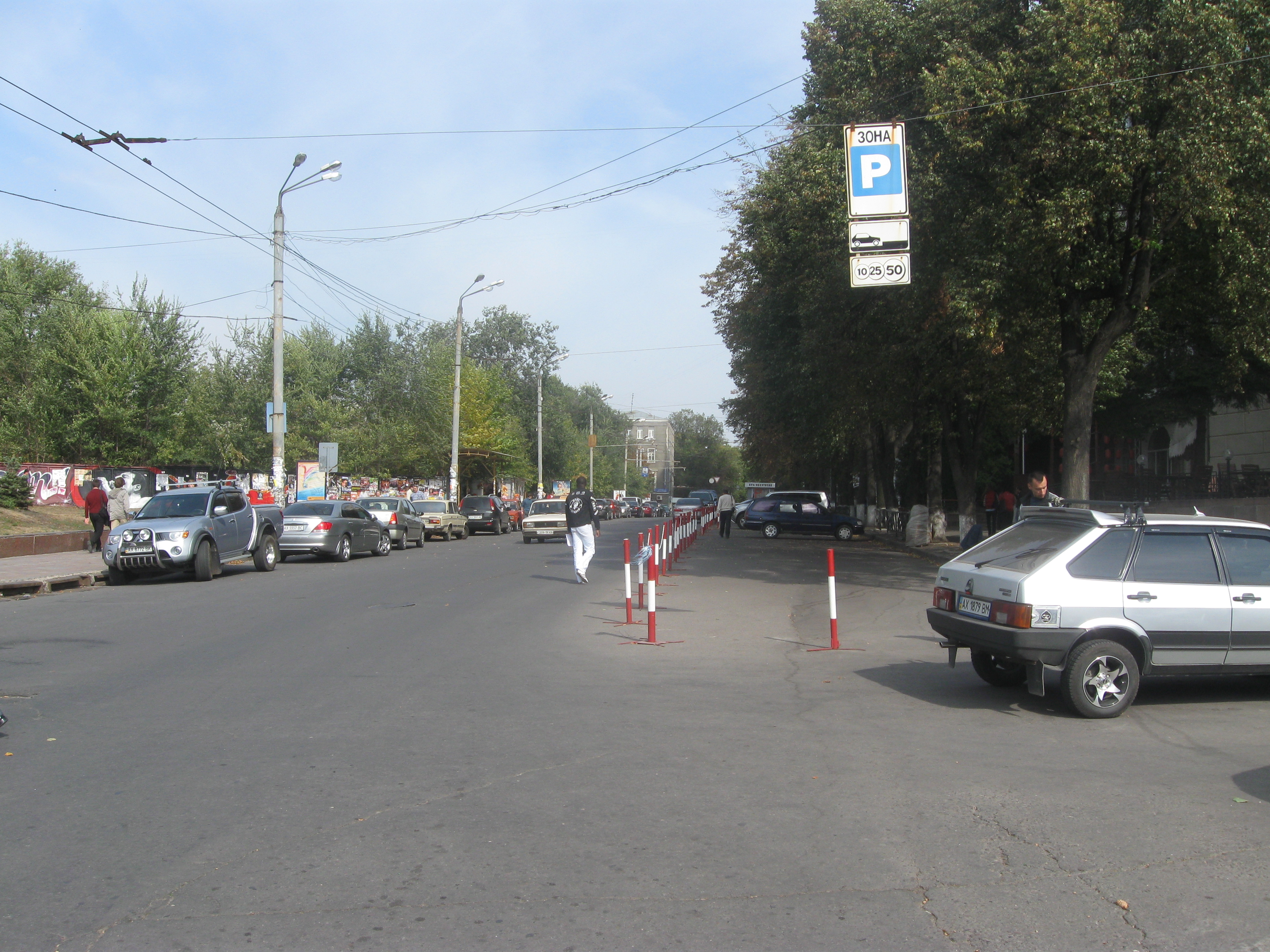

Вулиця виникла в 70-х роках XIX століття, коли тут в 1877 році побудували дев'ять лазаретних бараків для лікування поранених і хворих солдат. Згодом на ній було побудовано клінічне містечко Харківського університету і житлові будинки, але ще довгий час залишалося багато пустирів. Навпроти шпиталю знаходилося одне з головних футбольних полів міста. Після 1917 року була забудована північна частина магістралі, і вона простяглася до нинішньої Динамівській вулиці. Тоді ж було побудовано великий будинок нинішньої стоматологічної клініки та Інституту гігієни праці та професійних захворювань (архітектор В. А. Естрович), прокладена трамвайна лінія.
Перша назва — Лазаретна. Нинішню назву носить з 30 вересня 1925 р. Відповідно до рішення Міської управи від 7 вересня 1942 р., у період німецької окупації змінювала назву на вул. Воробйова. Згідно зі списком вулиць 1954 році, у повоєнний період також деякий час носила ім'я Воробйова.

## Будинки

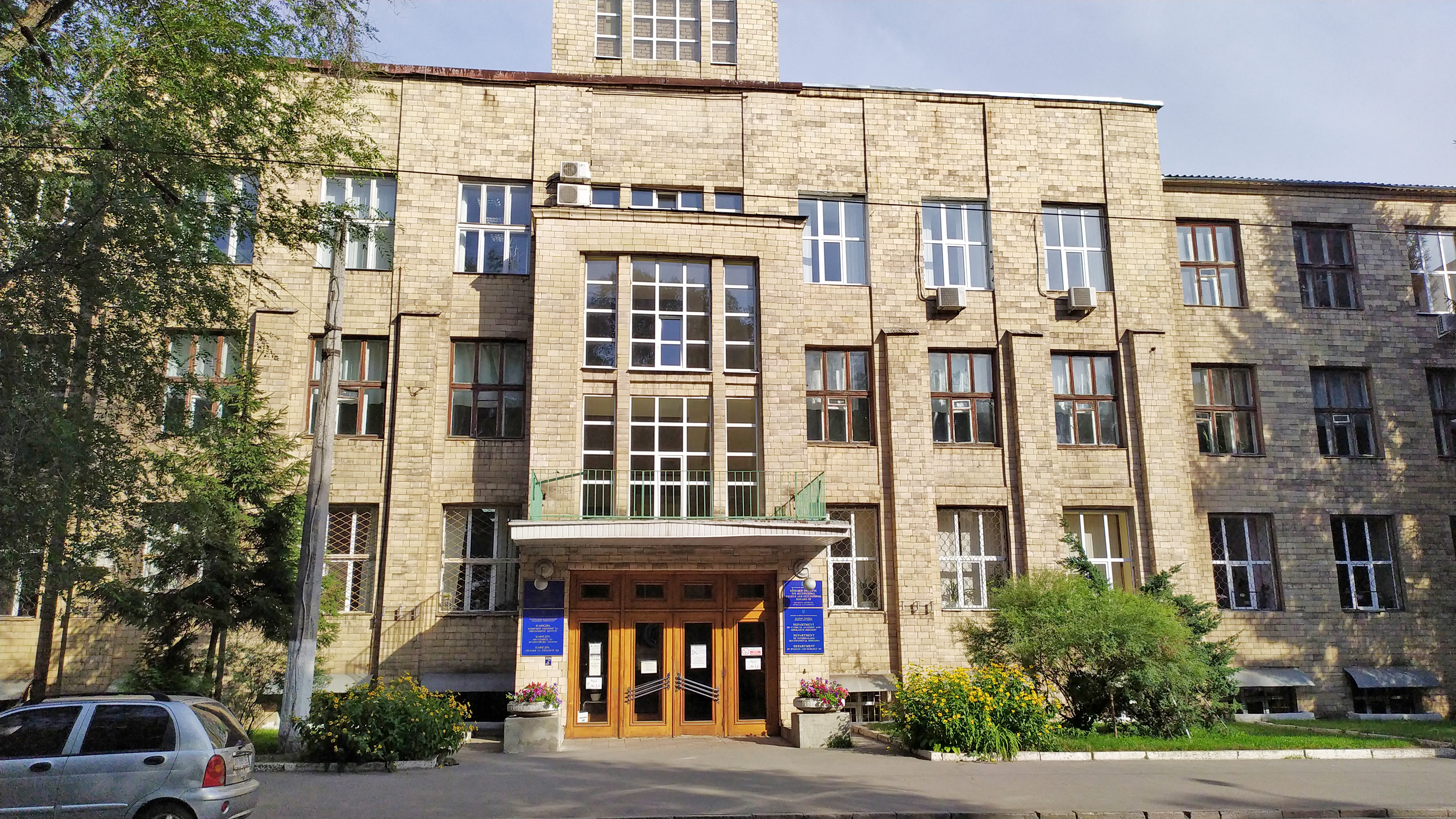
буд. Трінклера, 6

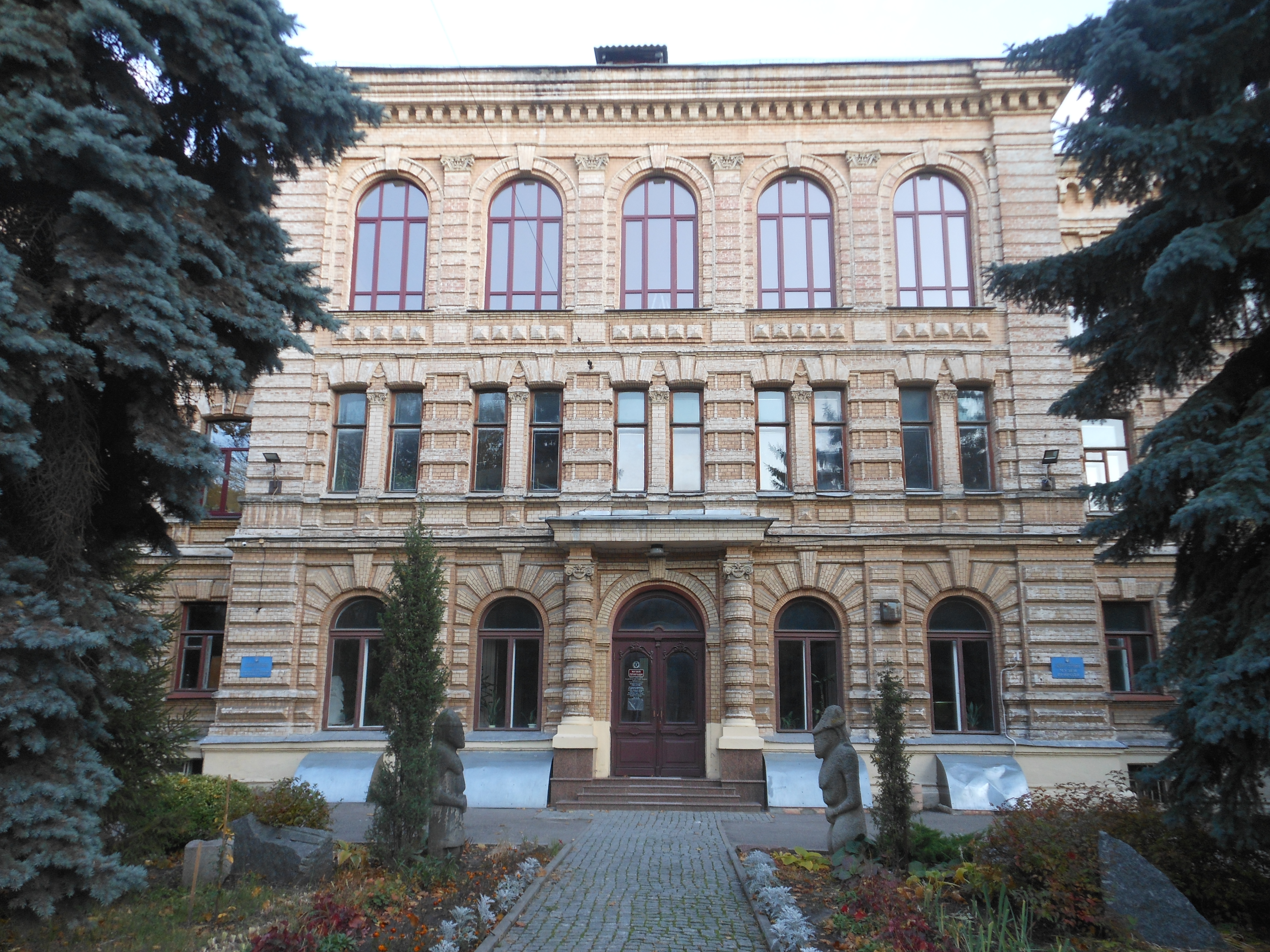
буд. Трінклера, 8

- Буд. 6 — Науково-дослідний інститут гігієни праці та профзахворювань і обласна стоматологічна поліклініка. Побудований для Інституту комунальної гігієни архітектором В. А. Естровичем у 1935 р

- Буд. 8 — Музей природи Харківського національного університету ім. В. Н. Каразіна. Будинок побудований архітектором В. В. Величко в 1899—1901 рр. як гуртожиток для студентів університету. Тривалий час тут розміщувався біологічний факультет університету. Після реконструкції інтер'єрів в ньому відкрився музей природи. Симетрична будівля відступає від червоної лінії і домінує в забудові вулиці. Фасади виконані в формах російського класицизму XIX століття[2].

## Об'єкти на вулиці Трінклера
- Науково-дослідний інститут гігієни праці та професіональних захворювань Харківського національного медичного університету
- Клініка терапевтичної урології та андрології «Санос»
- Медично-реабілітаційна служба «Лікар Костюк»
- Харківська обласна стоматологічна поліклініка
- Телерадіокомпанія «SIMON»
- Радіо «Шансон»
- Видавничий дім «Імперіал»